# Bludná

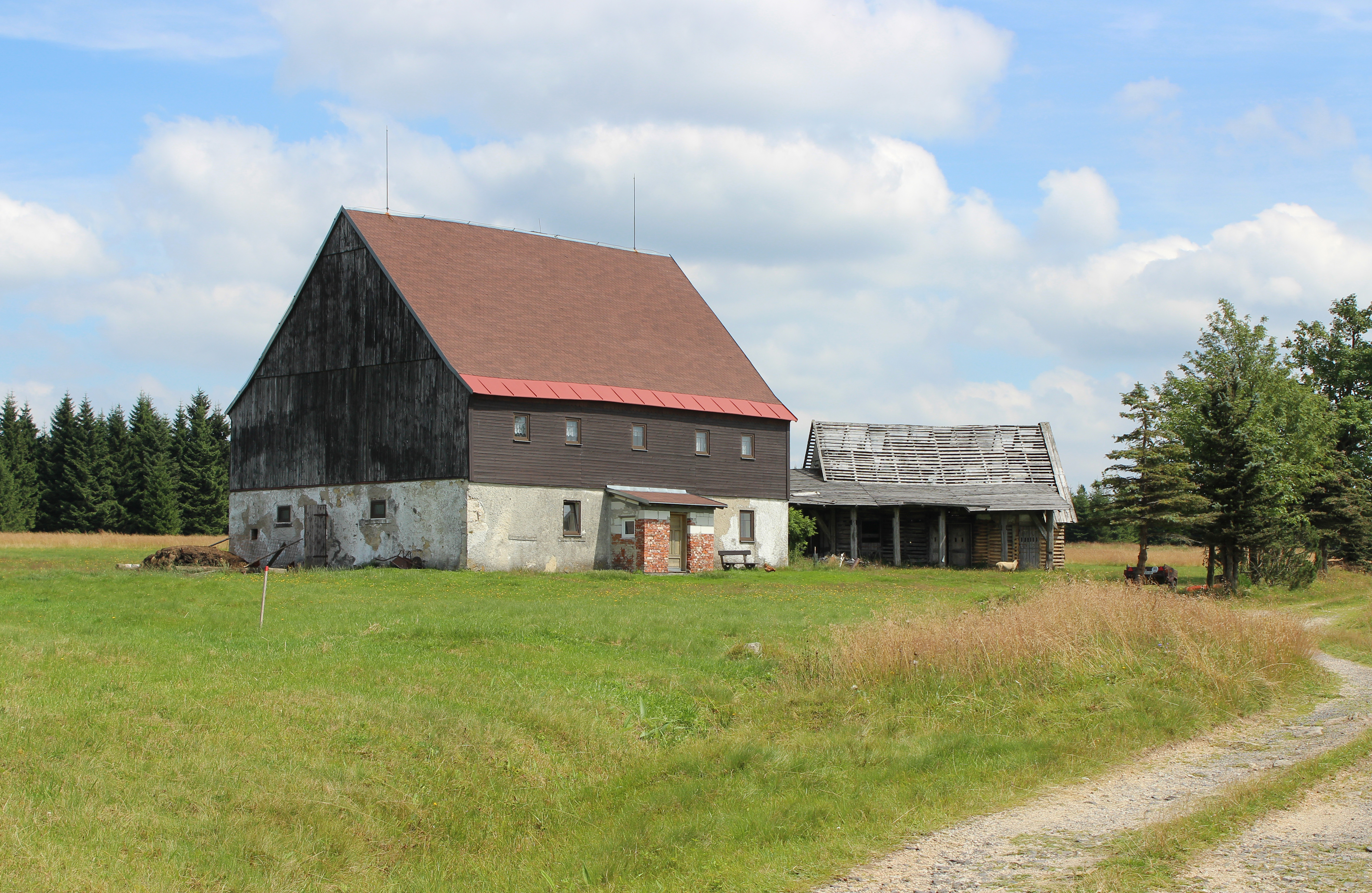
Bludná Hausnummer 68

Bludná (deutsch Irrgang) ist ein Ortsteil der Gemeinde Pernink im Okres Karlovy Vary in Tschechien.

## Lage
Bludná liegt direkt auf dem Kamm des Erzgebirges, östlich des Blatenský vrch an der Straße von Horní Blatná nach Boží Dar.

## Geschichte
Erstmals wurde der Ort 1520 im Zusammenhang mit Eisenbergbau erwähnt, er ist aber vermutlich schon älter. 1569 findet sich die Schreibweise Irrgangk. Der Name geht nicht, wie einige Quellen behaupten, auf Irrungen (Umgänge) während gemeinsamer Grenzbegehungen auf dem umstrittenen Grenzgelände zwischen der Herrschaft Schwarzenberg und Schlackenwerth im 16. Jahrhundert zurück, sondern leitet sich von der Irrgänger Störung als „irrigem“ Erzgang ab. 
Über lange Jahre war der Eisenbergbau Haupterwerbsquelle der Einwohner von Irrgang. Es wurde die „Irrgänger Störung“ bebaut, die zuweilen über einen Meter mächtig ist und neben Eisenerz (Hämatit) teilweise auch beachtliche Mengen an Manganerzen führt. Die Eisenerzgruben auf dem Irrgang und in Totenbach waren auch wichtige Rohstoffquellen für das Hammerwerk in Wittigsthal. Die Hammerherren waren deshalb auch die wichtigsten Geldgeber dieser Gruben.
Ursprünglich gehörte der Ort zu Teilen jeweils zu den Gemeinden Breitenbach, Bärringen und Seifen. Irrgang war zur Pfarrei Platten und ein Teil zur Pfarrei Bärringen gepfarrt. Die Einschicht Lessighäuser hingegen gehörte zur Pfarrei Abertham. Bei der Volkszählung im Jahre 1872 wohnten in Irrgang 56 Einwohner in 9 Häusern. Die Bevölkerung war mehrheitlich deutschsprachig und wurde mehrheitlich zwischen 1945 und 1948 des Landes verwiesen. Im Jahre 1991 hatte das Dorf noch einen (deutschsprachigen) Einwohner. Heute stehen in Bludná noch drei Häuser, von denen keines mehr Wohnzwecken dient.

## Entwicklung der Einwohnerzahl
| Jahr | Einwohnerzahl |
| ---- | ------------- |
| 1869 | 122           |
| 1880 | 148           |
| 1890 | 147           |
| 1900 | 145           |
| 1910 | 143           |

| Jahr | Einwohnerzahl |
| ---- | ------------- |
| 1921 | 110           |
| 1930 | 120           |
| 1950 | 18            |
| 1961 | 12            |
| 1970 | 2             |

| Jahr | Einwohnerzahl |
| ---- | ------------- |
| 1980 | 2             |
| 1991 | 1             |
| 2001 | 0             |
| 2011 | 0             |